# Louise de Coligny
Louise de Coligny (Châtillon-sur-Loing, 1555. szeptember 23. – Fontainebleau, 1620. november 13.) francia grófnő, házassága révén I. Vilmos orániai herceg felesége, 1583-tól Oránia-Nassau hercegnéje.

## Élete

### Gyermekkora
Louise apja II. Gaspard de Coligny gróf, Franciaország admirálisa volt. Édesanyja Charlotte de Laval grófnő (1530–1568) volt, Monfort-sur-Meu és Laval grófjának, XVI. Guy de Lavalnak a leánya. Louise szüleinek első gyermekeként jött a világra. A humanizmus szellemében nevelkedett szigorú francia hugenotta család tagjaként. Anyja korai halála után III. Johanna navarrai királynő gondozásába került. Itt barátkozott össze a királyné fiával, Navarrai Henrikkel, a későbbi IV. Henrik francia királlyal.

### Téligny grófnője
Amikor Louise 17 éves lett, 1571-ben, édesapja tanácsára házasságot kötött, Charles de Téligny gróffal (1535–1572), IX. Károly francia király egyik kedvenc udvaroncával. Ám a házasság nem tartott sokáig, ugyanis mind Louise férjét, mind édesapját az augusztus 24-i Szent Bertalan éjszakáján lemészárolták, mert nem voltak hajlandóak áttérni a katolikus hitre. Lujza anyósánál maradt, Jacqueline d’Entremonts-nál és időközben sikerült Svájcba menekülnie. Itt élt egy darabig Bázelben, majd Bernben.
A beaulieu-i ediktum értelmében 1576-ban térhetett vissza Franciaországba , ahol elhunyt férje birtokain élt, Lierville-ben. Csak egyszer jelent meg az udvarnál, hogy édesapja címeit és birtokait visszaszerezze.

### Oránia hercegnéje

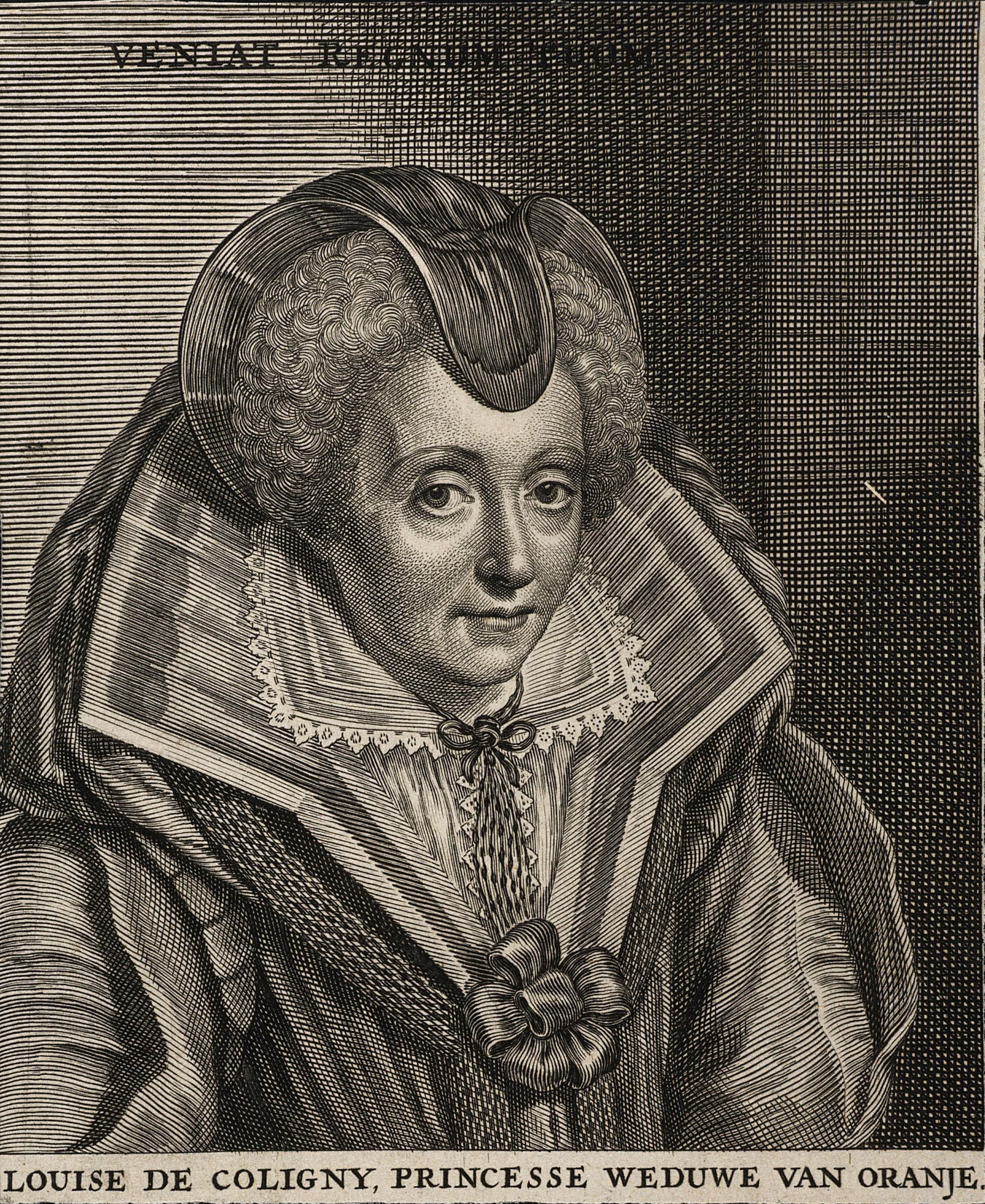
Louise orániai hercegné

Louise 1583. április 21-én feleségül ment I. Vilmos orániai herceghez Antwerpen-ben, a herceg negyedik feleségeként. 1584-ben életet adott első gyermekének Frigyes Henriknek, Vilmos negyedik törvényes fiának, a későbbi orániai hercegnek, az egyetlennek, aki házasságukból született.
1584-ben második férjét is elveszítette, egy fanatikus katolikus Balthasar Gérard lőtte le. Férje halála után fia nevelésével és kiházasításával foglalkozott, valamint unokái házasságaiban is nagyrészt közreműködött. Élete végéig protestáns hit szószólója maradt. Sok neves személlyel levelezett, mint I. Erzsébet angol királynő, IV. Henrik francia király vagy Medici Mária francia királyné. 1620-ban halt meg Fontainebleau-ban